# Steven Pinker
Steven Pinker (født 18. september 1954) er en canadisk lingvist, psykolog og forfatter til en række populærvidenskabelige værker. Han virker som professor ved Harvard University hvor hans speciale er visuel kognition og psykolingvistik.
Han har beskæftiget sig med mentale billeder og børns sprogudvikling og er fortaler for teorien og sprog som medfødt instinkt. Han er uenig med kollegaen Noam Chomsky hvad angår dennes teorier.

## Karriere
Pinker er uddannet ved Montreal college, Mc Gill University samt Harvard.